# بيدرو مالان
بيدرو مالان (مواليد 1943 في ريو دي جانيرو) اقتصادي برازيلي ووزير سابق للمالية في البرازيل. والد الصحفية والمراسلة سيسيليا مالان.

## النشأة
ولد بيدرو سامبايو مالان عام 1943 في بتروبوليس، وهي بلدة سميت على شرف دوم بيدرو الثاني شمال ريو دي جانيرو. تلقى مالان تعليمه في مدرسة يسوعية قبل أن يدرس الهندسة الكهربائية في الجامعة البابوية الكاثوليكية في ريو دي جانيرو.
أثناء عمله كباحث مشارك في معهد ريو للأبحاث الاقتصادية التطبيقية التقى لأول مرة بمعلم الاقتصاد الأمريكي ألبرت فيشلو، الذي سيكون في عام 1973 مستشاره للحصول على درجة الدكتوراه في الاقتصاد من جامعة كاليفورنيا بيركلي. كانت أطروحته مكان البرازيل في الاقتصاد الدولي.
استمر مالان في العيش في الولايات المتحدة الأمريكية حيث عمل في العديد من الوكالات المتعددة الأطراف حتى عام 1993.

## البنك المركزي البرازيلي
عاد مالان إلى البرازيل في عام 1993 بناءً على طلب وزير المالية آنذاك فرناندو هنريك كاردوسو، الذي طلب منه رئاسة البنك المركزي. كان مالان رئيسًا للبنك المركزي البرازيلي من 9 سبتمبر 1993 إلى 31 ديسمبر 1994.

## وزير المالية
شغل مالان منصب وزير المالية للبرازيل من 1 يناير 1995 إلى 31 ديسمبر 2002، أثناء رئاسة فرناندو إنريكي كاردوسو. جنبا إلى جنب مع مارسيليو ماركيز موريرا عمل مالان في إدارة فرناندو كولور دي ميلو كمفاوض رسمي للديون الخارجية للبرازيل مع صندوق النقد الدولي. يُنسب إليه الفضل في إصلاح النظام المصرفي للبلاد بنجاح، وإنقاذ البرازيل من الآثار السلبية لأزمة السوق الآسيوية عام 1997.
كان أيضًا أحد المهندسين المعماريين في بلانكو ريال.

## عضوية المجالس
بيدرو مالان هو رئيس سابق لمجلس إدارة بنك أونيبانكو (2004-2008) وما زال يشغل منصب رئيس المجلس الاستشاري الدولي لـ إيتاو أونيبانكو.
بيدرو هو حاليًا عضو في مجالس إدارة شركة المرافق إنيرجياس البرازيل (منذ عام 2006) وشركة البناء والصيانة الصناعية مطاحن الهياكل والخدمات الهندسية (منذ عام 2010). وهو عضو في مجلس أمناء مبادئ الثقة في تومسون رويترز وعضو في لجنة تيماسيك الدولية.
عمل بيدرو أيضًا في مجلس إدارة شركة سوزا كروز إس إيه وهي شركة تابعة لشركة بريتيش أميركان توباكو، حتى تعيينه في مجلس إدارة شركة بريتيش أميركان توباكو ش.م.
تم تعيين الدكتور بيدرو مالان في مجلس إدارة شركة بريتيش أميركان توباكو ش.م. كعضو غير تنفيذي في فبراير 2015. وهو عضو في لجنتي المسؤولية الاجتماعية للشركات ولجنة الترشيحات.